# 下郷町連続殺人・死体遺棄事件
下郷町連続殺人・死体遺棄事件（しもごうまちさつじん・れんぞくしたいいきじけん）とは、2017年に福島県福島県南会津郡下郷町湯野上温泉で発覚した連続殺人・死体遺棄事件。
2007年8月頃に発生した男性失踪事件を発端に、暴行や監禁などの虐待で死亡した2名の被害者が確認されている。

## 事件の概要
加害者であるXが、2007年8月頃に男性A（当時37歳）を福島市北中央のアパートで胸部を拳で複数回強打し死亡させ、2016年6月7日には監禁状態の男性C（当時42歳）を宇都宮市下岡本町の自宅アパートで喉を右拳で5回殴り殺害した事件。
死亡した被害者は、加害者の出身地である福島県南会津郡下郷町湯野上温泉に運ばれ、Aは山林に、Cは阿賀川河原の近くの国有地に遺棄された。その際に両件とも加害者は弟であるBに協力を要請している（後にBは死体遺棄容疑で逮捕）。
2017年10月15日、XはにCに対する恐喝未遂容疑で福島県警察福島北警察署に逮捕され、11月6日には傷害容疑で再逮捕、12月3日までにAとCに対する死体遺棄容疑で再逮捕（供述通りの場所からCの遺体が11月9日13時50分ごろに発見され、11月20日にAが発見される）された。
2018年1月17日、Aに対する殺人容疑で再逮捕され、2月9日にCの家族に対する詐欺容疑で再逮捕、また、この詐欺容疑で取り調べ中に調書を取調官の目前で破り捨てたため、2月19日に公文書毀棄でも再逮捕されている。
加害者はCの家族に対して「Cに金を貸しているので代わりに返して欲しい」などと嘘を言い、数回にわたって立件分だけでも218万円（判示で認定した額もふくめ3,500万円前後）をCの殺害前後にだまし取っていた。
それ以外にもCに友人・知人へ連絡を取らせ、「経営していた店舗の借金を返すため」と嘘を言わせて、少なくとも20万円前後を新潟市や仙台市在住の友人・知人から集めさせた事が判明している。
最終的には殺人・傷害致死・傷害・死体遺棄・詐欺・公文書毀棄で起訴された。

## 裁判
Xの裁判
2018年11月26日、福島地方裁判所（柴田雅司裁判長）で裁判員裁判による初公判が行われ、Xは「殺意はなく、傷害致死には関わっていない」と起訴内容を一部否認した。なお、詐欺、傷害、死体遺棄、公文書毀棄の各罪については起訴内容を認めた。
冒頭陳述で検察側は、Cの殺害事件に関し「男性の両親から現金をだまし取るなどしていたが、『警察や親に本当のことを言う』と反発され激怒した」と指摘した。一方、弁護側は「傷害致死にとどまる」と主張。Aに対する2007年の傷害致死事件については、「犯人ではない」と反論した。

2018年11月28日、被告人質問で、Xは無罪を主張している2007年の傷害致死事件について「Aを殺したのは弟」と述べた。また、2016年の事件で遺体の処分にBを呼んだ理由を「10年前は遺体の処分を手伝ったので、今回は手伝ってもらった」と説明した。
2018年12月7日、検察側はXに対し無期懲役を求刑した。弁護側は2007年の傷害致死事件は「関与していない」として無罪を主張、2016年の殺人事件では「殺すつもりはなかった」と殺意を否定した。
2018年12月14日、福島地方裁判所はX（判決時40歳）に対し懲役30年（求刑無期懲役）を言い渡した。
判決で柴田裁判長は、XがCに対する殺意とAに対する傷害致死事件の実行を認めた捜査段階の供述について「ほかの証拠と整合し、内容も具体的」と指摘。精神的に支配したCに暴力を振るい、その家族からも現金を詐取する手口を繰り返したとして「悔いて自重した生活を送るどころか、暴力の程度が残酷さを増しており、非難の程度は大きい」などと結論付けた。
一方、懲役30年の判決とした理由について「殺人2件を犯した場合と比べて刑事責任が重いとまでは言えない」とし、有期刑の上限とした理由を述べた。
その後、検察側・弁護側共に控訴せず2019年1月4日までに判決は確定した。
Bの裁判
また、B（判決時36歳）に対しても2018年3月8日、福島地方裁判所（宮田祥次裁判官）は懲役2年6月・執行猶予5年（求刑懲役2年6月）を言い渡し、こちらも一審で判決は確定した。